# Нојкирхен (Северна Фризија)
Нојкирхен (њем. Neukirchen) град је у њемачкој савезној држави Шлезвиг-Холштајн. Једно је од 132 општинска средишта округа Нордфризланд. Према процјени из 2010. у граду је живјело 1.293 становника. Посједује регионалну шифру (AGS) 1054086.

## Географски и демографски подаци
Нојкирхен се налази у савезној држави Шлезвиг-Холштајн у округу Нордфризланд. Град се налази на надморској висини од 0 метара. Површина општине износи 31,6 km². У самом граду је, према процјени из 2010. године, живјело 1.293 становника. Просјечна густина становништва износи 41 становника/km².